# Jernej Črnko
Jernej Črnko, slovenski agronom, * 15. maj 1925, Ruše, † 3. februar 2005, Ljubljana. 

## Življenje in delo
Po okupaciji Jugoslavije so ga nemški okupatorji leta 1941 izgnali v Srbijo. Od 1944 je bil udeleženec narodnoosvobodilne borbe. Diplomiral je leta 1954 na ljubljanski Fakulteti za agronomijo, gozdarstvo in veterinarstvo ter 1978 doktoriral iz agronomskih znanosti. Strokovno se je izpopolnjeval v ZDA. Po diplomi se je zaposlil na Inštitutu za sadjarstvo (1954–1958) in Kmetijskem zavodu (1958–1974); leta 1975 pa je postal znanstveni svetnik za področje sadjarstva pri izpostavi ljubljanske Biotehniške fakultete v Mariboru. Kot raziskovalec se je ukvarjal s križanjem, selekcijo in vzgojo domačih sort jablan, proučevanjem vegatativnih podlag, oplojevalnih odnosov med sortami in kemičnim redčenjem cvetja in plodov pri jablanah. Vzgojil je sorti lonjon in majda. Je avtor preko 90 strokovnih in znanstvenih del ter razprav. Leta 1979 je prejel nagrado Sklada Borisa Kidriča.